# Вівтар Сан-Кассіано
«Вівтар Сан-Кассіано» (італ. Pala di San Cassiano), також відома як «Мадонна зі святими Миколаєм, Анастасією (?), Урсулою, Домініком та Оленою» — вівтарна картина італійського живописця Антонелло да Мессіни (1429/30–1479), представника доби Раннього Відродження. Створена близько 1475/1476 року.
Зберігається у колекції Музею історії мистецтв у Відні (інв. №GG 2574).

## Історія
Вівтарна картина була замовлена венеціанським патрицієм П'єтро Боном для церкви Сан-Кассіано у Венеції. У 1620 році була взята із церкви та розпилена, перед тим як потрапила до колекції ерцгерцога Леопольда-Вільгельма (1614–1662).
Вівтар є одним із знакових творів Антонелло да Мессіна, створених у Венеції, окрім цього, він представляє суттєвий етап творчого шляху художника, в якому він успішно поєднав досвід нідерландського живопису і П'єро делла Франческа. Художник створив цінний прецедент, використовуючи більш яскравий хроматизм Джованні Белліні та своїм світлом і глибокою перспективою надихнув покоління таких майстрів, як Чіма да Конельяно, Вітторе Карпаччо, Альвізе Віваріні та Джорджоне.

## Опис

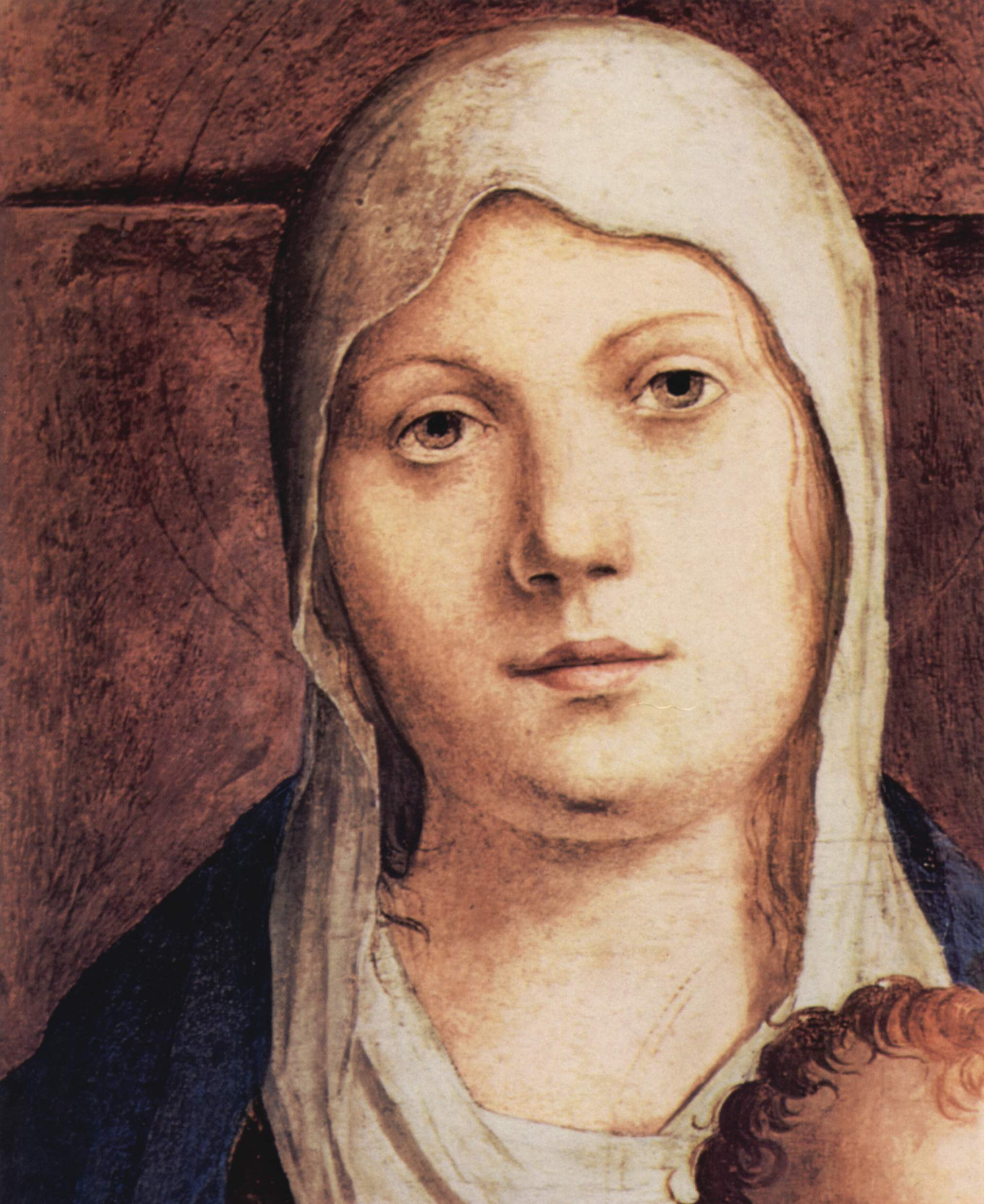
Деталь

Від картини залишились тільки три фрагменти центральної частини, які зараз з'єднані разом. На картині зображена сцена «Свята співбесіда»: у центрі Мадонна із немовлям, ліворуч — святі Миколай та Анастасія, а проворуч — святі Домінік та Урсула.
Почуття об'єму та світла зумовило сучасну композицію, яка була виразним знаком поваги до сміливих пошуків Джованні Белліні, в якого Антонелло запозичив розташування Мадонни на узвишші, але і м'яке світіння кольорів. До цієї побудови він додав розміщення святих по півколу, что створило відчуття глибини. Мадонна, оповита своїм покровом, виглядає крупнішною, аніж фігури, що її оточують; ніби художник намагався підкреслити її велич. Бездоганне перспективне обрамлення стало результатом спілкування з П'єро делла Франческа.
Ретельність зображування дорогоцінного золотого шиття Мадонни нагадує про навчання художника у неаполітанській майстерні Ніколо Колантоніо. Святий Домінік, що зображений на першому плані, в одязі заснованого ним ордену домініканців: біла ряса, комірець, чорний плащ і каптур. Посох св. Урсули, що стоїть поряд із ним, нагадує про її мученицьку смерть; вона була замучена гунами у Кельні, коли поверталась після паломництва до Риму.